# Thương mại Đại Việt thời Mạc
Thương mại Đại Việt thời Mạc phản ánh những hoạt động nội thương và ngoại thương của nước Đại Việt từ năm 1527 đến năm 1592 trong vùng lãnh thổ do nhà Mạc quản lý.

## Hoàn cảnh
Lịch sử Việt Nam thế kỷ 16 là thời kỳ chia cắt. Sau khi lật đổ nhà Hậu Lê, nhà Mạc giành quyền cai trị nước Đại Việt. Nhưng chỉ được 6 năm (1533), chiến tranh giữa nhà Mạc và nhà Lê trung hưng bùng nổ. Tuy vậy, trong vùng đất Bắc Bộ do nhà Mạc quản lý, thương mại vẫn hoạt động và phát triển; trong khi đó ở vùng Bắc Trung bộ trong tay nhà Lê, sử sách gần như không ghi nhận hoạt động thương mại nào.

## Nội thương
Khác với nhà Hậu Lê, nhà Mạc áp dụng chính sách cởi mở, thông thoáng đối với hoạt động thủ công nghiệp và thương mại. Điều đó tạo tiền đề cơ bản cho kinh tế hàng hóa phát triển.
Trung tâm buôn bán lớn nhất cả nước là Thăng Long và phố Hiến (Hưng Yên). Ngoài ra, tại Bắc Bộ đã hình thành mạng lưới chợ khá dày, mặc dù chính địa bàn này cũng trải qua binh lửa do quân Nam triều nhiều lần đánh ra: 
- Chợ Cầu Nguyễn (Thái Bình) mở lại năm 1530
- Chợ Tứ Kỳ (Hải Dương) mở năm 1542
- Chợ Nghĩa Trụ (Hưng Yên) mở năm 1570
- Chợ Cẩm Khê (Hải Phòng) mở năm 1572
- Chợ La Phù (Hà Nội) mở năm 1575
- Chợ Hậu Bổng (Hải Dương) mở năm 1579
- Chợ Đặng Xá (Hà Nội) mở năm 1580
- Chợ Phúc Lâm (Hà Nội) mở năm 1589
- Chợ Đào Xá (Hà Nội) mở năm 1590
- Chợ Cẩm Viên (Vĩnh Phúc) mở năm 1590
- Ngoài ra còn có chợ Bộc Đông, chợ Phù Ninh, chợ Đặng Xá...

Trong các chợ kể trên, có các chợ được mở do chính sách khuyến thương của triều đình. Ngay cả vùng Thuận Hóa trong thời nhà Mạc quản lý, hoạt động buôn bán cũng diễn ra khá sôi nổi. Dương Văn An trong sách Ô châu cận lục ghi lại:
Chợ Thế Lại (Thừa Thiên - Huế) bắt đầu họp từ gà gáy, đến giữa trưa vẫn đông. Lều hàng la liệt, quán xá dọc ngang... gồm đủ hàng nam bắc...
Các mặt hàng buôn bán tại các chợ chủ yếu là vải vóc, tơ lụa, gấm, bạc, thuốc bắc, gốm sứ... Sự phát triển của thủ công nghiệp càng thúc đẩy thương mại phát triển. Sản phẩm gốm sứ Bát Tràng và Chu Đậu có mặt từ đông bằng Bắc Bộ vào đến Thanh Hóa.
Hoạt động thương mại được hỗ trợ bằng mạng lưới giao thông thủy bộ. Nhiều tài liệu văn bia cổ ghi lại việc chú trọng sửa sang đường sá và làm cầu, tu sửa cầu của nhà Mạc. Trên đường số 18 (Quảng Ninh) còn dấu vết những đoạn đường thời kỳ này từ Thảo Tân qua rừng Bãi Thảo chạy ven sông Lục Nam mà nhân dân địa phương vẫn gọi là "đường nhà Mạc, đầu voi, quán Sé". Tại Đông Triều (Quảng Ninh) và Thủy Nguyên (Hải Phòng) còn dấu tích những bến đóng thuyền của nhà Mạc.

## Ngoại thương
Với chính sách kinh tế cởi mở, nhà Mạc chủ trương không "ức thương" hay "bế quan tỏa cảng" như nhà Hậu Lê. Điều đó khiến ngoại thương nước Đại Việt có những bước chuyển biến tích cực.
Chủ trương cấm tư thương kinh doanh gốm sứ của nhà Minh ở Trung Quốc trong gần 2 thế kỷ (1371 – 1567) là cơ hội thuận lợi cho gốm sứ Đại Việt mở rộng thị trường tới vùng Đông Nam Á mà không gặp phải nhiều sự cạnh tranh. Các làng gốm sứ nổi tiếng như Bát Tràng, Chu Đậu, Hợp Lễ và một số trung tâm khác như Nam Sách, Bình Giang, Chí Linh (Hải Dương) ngoài việc cung cấp sản phẩm cho thị trường trong nước và đồ cống phẩm còn có số lượng lớn để xuất khẩu.
Trung tâm gốm Bát Tràng được thuận lợi nằm giữa kinh kỳ Thăng Long và phố Hiến, dọc sông Hồng - đường thủy nối hai đô thị này với cửa ngõ thông thương ra thế giới bên ngoài.
Đồ gốm sứ Chu Đậu từ nơi sản xuất ngược sông Thái Bình đến Nấu Khê, xuôi theo sông Kinh Thầy ra cảng Vân Đồn hoặc xuôi sông Thái Bình sang sông Luộc đến phố Hiến. Từ phố Hiến, đồ gốm Chu Đậu theo thuyền buôn sang Trung Quốc và Nhật Bản hay các nước phương Tây.
Vùng gốm Hợp Lễ nằm trên hệ thống sông Đò Đáy - Kẻ Sặt, cũng là một tuyến đường thủy quan trọng đi ra nước ngoài như Trung Quốc, Nhật Bản, Đông Nam Á.
Nhà nghiên cứu Nhật Bản Hasebe Gakuji cho rằng: Sự có mặt của đồ gốm Đại Việt ở Nhật Bản có ảnh hưởng lớn đến một số lò gốm của quốc gia này, tạo ra phong cách mô phỏng theo gốm Việt Nam mà người Nhật gọi là gốm Kochi (Giao Chỉ) như lò gốm Onuke ở Seto.
Kết quả khai quật tháng 2 năm 1990 ở các quần đảo Đông Nam Á cho thấy, có gốm cổ Đại Việt gồm bát, đĩa, chậu cảnh, hũ nhỏ, bình nước, gốm da lươn... thuộc niên đại thời kỳ này đã đến Malaysia, Brunei, Philippines, Indonesia. Các nhà nghiên cứu khẳng định đây là những bằng chứng về việc thông thương mạnh mẽ giữa nhà Mạc với các quốc gia xung quanh.